# José Luis Rodríguez (futbolista)
José Luis Rodríguez (21 de julio de 1963, Buenos Aires) es un exfutbolista y entrenador argentino.

## Trayectoria
José Luis Rodríguez, alias el Puma, se formó en las divisiones inferiores del Deportivo Español. Debuta en el campeonato de 1984 donde logra el ascenso a primera, en un partido contra El Porvenir por 4 a 1. Su debut oficial en primera división es el 17 de febrero de 1985 frente a Instituto de Córdoba donde Español pierde por 3 a 1. En total "el Puma" hizo 65 goles en 164 partidos jugados para Español (53 en primera A). Su primer gol en Español lo hizo contra All Boys en 1984 y el último frente a Argentinos Juniors en 1992 que hizo los dos goles de la victoria por 2 a 0. Al que más le hizo goles fue a Estudiantes de La Plata con 6 anotaciones. Jugó en el club desde el 83 hasta 1992 alternando varias idas y vueltas.
Su primera experiencia fuera del club fue en 1988 cuando de Español es vendido al Betis de España, al otro año regresa al bajo Flores pero en 1990 se vuelve a ir para volver al Betis.

En 1991 vuelve y juega sus últimos partidos con la camiseta de Español para luego transformase en flamante incorporación de Rosario Central donde aún hoy es idolatrado por sus hinchas. Luego de su paso por Central, se va a Racing Club donde no es muy tenido en cuenta y decide irse al fútbol ecuatoriano, donde juega en Deportivo Cuenca.
Finalmente en 1996 llega a Olimpo de Bahía Blanca que se encontraba en el Torneo Argentino A, sale campeón y lo asciende al Nacional B, se retira de las canchas con la camiseta aurinegra.

## Logros
José Luis Rodríguez es el máximo goleador de Español en la Primera División. Se inició en las inferiores del club y llegó hasta la primera división, logrando en total 65 goles en 164 partidos. Además fue el único delantero que jugando para Español llegó a ser goleador de un campeonato de primera (1987/88). Luego de haber sido el máximo artillero de ese torneo fue convocado para jugar con la selección nacional.

## Selección nacional
José Luis Rodríguez fue convocado por primera vez a la selección argentina para los Juegos Sudamericanos de 1986, allí su equipo se coronó campeón y Rodríguez jugó los 5 partidos (hizo 2 goles). Al año siguiente formó parte del plantel que disputó el Preolímpico Sudamericano de 1987 y logró clasificar a su selección a los Juegos Olímpicos de 1988.
El 2 de diciembre de 1987 tuvo su debut con la selección mayor en un partido ante Alemania en Buenos Aires: Argentina se impuso por 1 a 0 y José jugó como titular (se fue reemplazado en el segundo tiempo por Pedro Troglio). Volvió a sumar minutos el 2 de abril de 1988 cuando su selección volvió a jugar ante Alemania pero esta vez por la Copa de Cuatro Naciones. Ese mismo año disputó 4 partidos por la Copa de Oro Bicentenario de Australia.

## Trayectoria
| Club              | País      | Año         | Partidos | Goles |
| ----------------- | --------- | ----------- | -------- | ----- |
| Deportivo Español | Argentina | 1983 - 1988 | 122      | 54    |
| Betis             | España    | 1988 - 1990 | 57       | 10    |
| Deportivo Español | Argentina | 1991 - 1992 | 42       | 9     |
| Rosario Central   | Argentina | 1992 - 1994 | 45       | 18    |
| Racing            | Argentina | 1994 - 1995 | 17       | 2     |
| Olimpo            | Argentina | 1995 - 1996 | 0        | 0     |
| Deportivo Cuenca  | Ecuador   | 1996        | 32       | 18    |
| Olimpo            | Argentina | 1997        | 7        | 0     |

## Palmarés

### Campeonatos nacionales
| Título    | Club              | País      | Año  |
| --------- | ----------------- | --------- | ---- |
| Primera B | Deportivo Español | Argentina | 1984 |

### Distinciones individuales
| Distinción                                   | Año  |
| -------------------------------------------- | ---- |
| Goleador de la Primera División de Argentina | 1988 |